# Steve Zahn
Steven James Zahn (Marshall, Minnesota, 13 de noviembre de 1967), conocido como Steve Zahn, es un actor estadounidense de teatro y de cine. Es reconocido especialmente por sus intervenciones en comedias.

## Biografía

### Inicios
Steve Zahn nació en el condado de Lyon, en la ciudad de Marshall del estado de Minnesota. Su madre, Zelda Claire, es una trabajadora de la Asociación Cristiana de Jóvenes. Su padre, Carleton Edward Zahn, es un pastor luterano. Durante su niñez vivió en la ciudad de Mankato, Minnesota, y estudió en la escuela Kennedy Elementary School. Años después ingresó en la preparatoria Robbinsdale Cooper High School, posteriormente asistió al instituto Gustavus Adolphus College y finalmente a la Universidad Harvard.

### Carrera cinematográfica
Su primera participación como actor fue en la obra teatral Biloxi Blues, una producción realizada en Minnesota, en el teatro Old Log Theater. Sin embargo, su debut en el cine fue en la película Reality Bites, dirigida por Ben Stiller, en la cual interpretó al compañero de habitación homosexual de Winona Ryder.
Los primeros papeles de Zahn estaban repartidos entre películas, giras de teatro de Broadway, y series televisivas. Durante 1992 a 1993, realizó una gira teatral interpretando el papel de Hugo, en la producción de Barry Weissler, titulada Bye Bye Birdie, en compañía de reconocidos actores como, Tommy Tune, Ann Reinking, y Marc Kudisch. En el año de  1995, participó en un episodio de la serie Friends, como el esposo de Phoebe Buffay, llamado Duncan. A mediados de los años noventa, participó en la película producida y dirigida por Tom Hanks, titulada That Thing You Do!. Estos roles actorales aumentaron su fama y el respeto por su desempeño artístico, y lo llevaron a obtener el papel principal en la aclamada película independiente, Happy, Texas (1999). Entre algunas de las películas más populares en las que Zahn ha participado, se encuentran Seguridad Nacional (2003), Daddy Day Care (2003), Sahara (2005) y Bandidas (2006). Su actuación en Riding in Cars with Boys ha sido su papel más aclamado por los críticos, en la que participó junto a Drew Barrymore, interpretando al esposo de ésta.

### Vida privada
Zahn es un hábil pescador con mosca y es dueño de una granja ubicada en Nueva Jersey.  Está casado con la actriz Robyn Peterman, hija de John Peterman, a quien conoció durante la producción de Bye Bye Birdie. Ambos, tienen un hijo llamado James Zahn (nacido el 3 de abril de 2000 en Nueva York) y una hija, llamada Audrey Zahn.

## Filmografía

### Cine

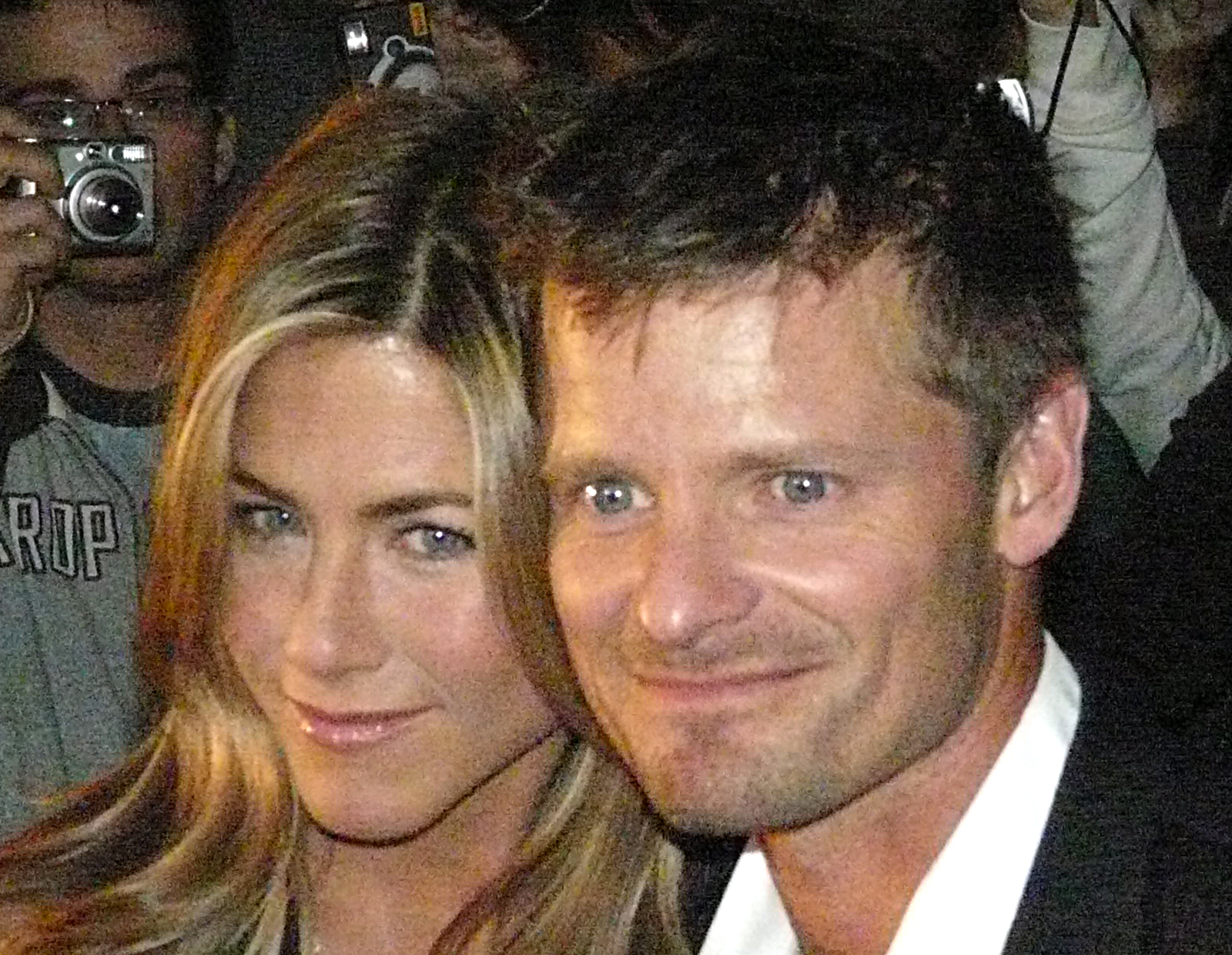
Steve Zahn junto a Jennifer Aniston, en el estreno de Management.

| Año  | Título                                       | Personaje                     | Notas            |
| ---- | -------------------------------------------- | ----------------------------- | ---------------- |
| 1992 | Rain Without Thunder                         | Jeremy Tanner                 |                  |
| 1994 | Reality Bites                                | Sammy Gray                    |                  |
| 1995 | Crimson Tide                                 | William Barnes                |                  |
| 1996 | Race the Sun                                 | Hans Kooiman                  |                  |
| 1996 | SubUrbia                                     | Buff                          |                  |
| 1996 | That Thing You Do!                           | Lenny Haise                   |                  |
| 1998 | The Object of My Affection                   | Frank Hanson                  |                  |
| 1998 | Out of Sight                                 | Glenn Michaels                |                  |
| 1998 | Safe Men                                     | Eddie                         |                  |
| 1998 | You've Got Mail                              | George Pappas                 |                  |
| 1999 | Forces of Nature                             | Alan                          |                  |
| 1999 | Freak Talks About Sex                        | Freak                         |                  |
| 1999 | Happy, Texas                                 | Wayne Wayne Wayne Jr. o David |                  |
| 1999 | Stuart Little (voz)                          | Monty the Mouth               |                  |
| 2000 | Chain of Fools                               | Thomas Kresk                  |                  |
| 2000 | Hamlet                                       | Rosencrantz                   |                  |
| 2000 | Chelsea Walls                                | Ross                          |                  |
| 2001 | Dr. Dolittle 2 (voz)                         | Archie                        |                  |
| 2001 | Joy Ride                                     | Fuller Thomas                 |                  |
| 2001 | Riding in Cars with Boys                     | Ray Hasek                     |                  |
| 2001 | Saving Silverman                             | Wayne Lefessier               |                  |
| 2002 | Stuart Little 2                              | Monty the Alley-Cat           | Voz              |
| 2003 | Daddy Day Care                               | Marvin                        |                  |
| 2003 | National Security (Seguridad nacional [Esp]) | Hank Rafferty                 |                  |
| 2003 | Shattered Glass                              | Adam Penenberg                |                  |
| 2004 | Employee of the Month                        | Jack                          |                  |
| 2004 | Speak                                        | Sr. Freeman                   |                  |
| 2005 | Chicken Little                               | Rundell "Runt" Benjamón       | Voz              |
| 2005 | Sahara                                       | Al Giordino                   |                  |
| 2006 | Bandidas                                     | Quentin                       |                  |
| 2006 | Rescue Dawn                                  | Duane Martin                  |                  |
| 2008 | The Great Buck Howard                        | Personaje desconocido         |                  |
| 2008 | Management                                   | Mike                          |                  |
| 2008 | Strange Wilderness                           | Peter Gaulke                  |                  |
| 2008 | Sunshine Cleaning                            | Mac                           |                  |
| 2008 | Unstable Fables: 3 Pigs and a Baby           | Sandy Pig                     | Voz. Dirto-a-DVD |
| 2009 | Night Train                                  | Peter Dobbs                   |                  |
| 2009 | A Perfect Getaway                            | Cliff Anderson                |                  |
| 2010 | Calvin Marshall                              | Entrenador Little             |                  |
| 2010 | Diary of a Wimpy Kid                         | Frank Heffley                 |                  |
| 2010 | Salesmen                                     | Marvin                        |                  |
| 2010 | Lego: The Adventures of Clutch Powers 2      | Policía                       |                  |
| 2011 | Diary of a Wimpy Kid 2: Rodrick Rules        | Frank Heffley                 |                  |
| 2012 | Diary of a Wimpy Kid 3: Dog Days             | Frank Heffley                 |                  |
| 2012 | Diary of a Wimpy Kid: Class Clown            | Frank Heffley                 | Voz. Corto       |
| 2013 | Escape from Planet Earth                     | Hawk                          | Voz              |
| 2013 | Dallas Buyers Club                           | Tucker                        |                  |
| 2013 | Knights of Badassdom                         | Eric                          |                  |
| 2015 | The Good Dinosaur                            | Thunderclap                   | Voz              |
| 2015 | The Ridiculous 6                             | Clem                          |                  |
| 2016 | Captain Fantastic                            | Dave                          |                  |
| 2017 | War for the Planet of the Apes               | Simio malo                    |                  |
| 2017 | Lean on Pete                                 |                               |                  |
| 2018 | Blaze                                        | Aceitero #2                   |                  |
| 2019 | Where'd You Go, Bernadette                   | David Walker                  |                  |
| 2019 | Tall Girl                                    | Richie Kreyman                |                  |
| 2020 | Uncle Frank                                  | Mike Bledsoe                  |                  |
| 2020 | Cowboys                                      | Troy                          |                  |
| 2021 | 8-Bit Christmas                              | John Doyle                    |                  |
| 2022 | Tall Girl 2                                  | Richie Kreyman                |                  |
| 2023 | Wildcat                                      | TBA                           |                  |

### Televisión
| Año       | Título                           | Personaje             | Notas                                     |
| --------- | -------------------------------- | --------------------- | ----------------------------------------- |
| 1990      | All My Children                  | Spence                | No acreditado. Episodio: #5303            |
| 1993      | South Beach                      | Lane Bailey           | Episodio: "Pirates of the Caribbean"      |
| 1995      | Friends                          | Duncan                | Episodio: "The One with Phoebe's Husband" |
| 1995      | Mike & Spike                     | Nick Pickles          | Voz. Episodio: "Person to Clothes"        |
| 1995      | Picture Windows                  | Crook                 | Episodio: "Armed Response"                |
| 1997      | Liberty! The American Revolution | Sargento americano    | 4 Episodios                               |
| 1998      | From the Earth to the Moon       | Astronauta Elliot See | Miniserie. Episodio: "Can We Do This?"    |
| 2008      | Comanche Moon                    | Augustus "Gus" McCrae | 3 Episodios                               |
| 2008–2012 | Phineas and Ferb                 | Swampy / Sherman      | Voz. 3 Episodios                          |
| 2009      | Monk                             | Jack Monk, Jr.        | Episodio: "Mr. Monk's Other Brother"      |
| 2009      | WWII in HD                       | Nolen Marbrey         | Voz. 3 Episodios                          |
| 2010–2013 | Treme                            | Davis McAlary         | Regular. 36 Episodios                     |
| 2014      | Mind Games                       | Clark Edwards         | Regular. 13 Episodios                     |
| 2014–2015 | Modern Family                    | Ronnie La Fontaine    | Recurrente. 4 Episodios                   |
| 2015–2016 | Mad Dogs                         | Cobi                  | Regular. 10 Episodios                     |
| 2018      | The Crossing                     | Jude Ellis            | Series lead, 11 episodes                  |
| 2019      | Valley of the Boom               | Michael Fenne         | Personaje principal                       |
| 2020      | The Healing Powers of Dude       | Dude                  | Voz. Personaje principal                  |
| 2020      | The Good Lord Bird               | Chase                 | 2 Episodios                               |
| 2021      | The White Lotus                  | Mark Mossbacher       | Personaje principal                       |
| 2024      | Silo                             | Solo                  | Regular                                   |

### Videojuegos
| Año  | Título         | Personaje          | Notas |
| ---- | -------------- | ------------------ | ----- |
| 2005 | Chicken Little | Runt of the Litter |       |

## Teatro
| Año  | Título       | Personaje  | Notas |
| ---- | ------------ | ---------- | ----- |
| 1991 | Biloxi Blues | Intérprete |       |

## Premios y nominaciones
| Año  | Otorga                                               | Premio                                                              | Título                         | Resultado |
| ---- | ---------------------------------------------------- | ------------------------------------------------------------------- | ------------------------------ | --------- |
| 1999 | Sundance Film Festival                               | Premio especial dramático del jurado por mejor desempeño de Comedia | Happy, Texas                   | Ganador   |
| 2000 | Golden Satellite Award                               | Mejor desempeño por un Actor en una Película, Comedia o Musical     | Happy, Texas                   | Nominado  |
| 2000 | Independent Spirit Award                             | Mejor actor de reparto masculino                                    | Happy, Texas                   | Ganó      |
| 2000 | Blockbuster Entertainment Award                      | Actor de reparto favorito - Comedia / Romance                       | Forces of Nature               | Nominado  |
| 2008 | Independent Spirit Award                             | Mejor actor de reparto masculino                                    | Rescue Dawn                    | Nominado  |
| 2013 | Screen Actors Guild Award                            | Destacado desempeño por un Reparto en una Película                  | Dallas Buyers Club             | Nominado  |
| 2016 | Screen Actors Guild Award                            | Destacado desempeño por un Reparto en una Película                  | Captain Fantastic              | Nominado  |
| 2017 | Washington D. C. Area Film Critics Association Award | Mejor desempeño de captura en movimiento                            | War for the Planet of the Apes | Nominado  |